# شركة مورواريد للبتروكيماويات
27°34′42″N 52°31′33″E / 27.5783°N 52.5257°E
شركة مورواريد للبتروكيماويات (بالفارسية: شرکت پتروشیمی مروارید) هي شركة إيرانية للبتروكيماويات تقع في منطقة بارس الاقتصادية الخاصة بالطاقة في عسلويه بمحافظة بوشهر.

## تاريخ الشركة
كان مشروع "المجمع الخامس للأولييفينات"، الذي تم تغييره اسم المشروع لاحقًا إلى شركة مورواريد للبتروكيماويات، أحد المبادرات التي تمت الموافقة عليها في خطة التنمية الخمسية الثالثة لإيران. أُوكلَ المشروع إلى الشركة الوطنية للبتروكيماويات الإيرانية (NPC) بهدف منع حرق الغاز المصاحب المستخرج من حقول النفط في رف إيران القاري. وكان المشروع يحمل في البداية اسم "مجمع أولييفينات خارك للبتروكيماويات"، ثم تم تغييره في عام 2005 إلى "شركة مورواريد للبتروكيماويات" لتجنب الخلط مع شركة خارك للبتروكيماويات. في البداية، كان من المقرر أن يتم بناء المجمع في جزيرة خارك. ولكن بسبب تأخيرات في إتمام وحدة سوائل الغاز الطبيعي (NGL) في الجزيرة والتي كانت من المفترض أن تكون مصدرًا للمواد الأولية، تم نقل المشروع إلى المرحلة الثانية في منطقة بارس الاقتصادية الخاصة بالطاقة في عسلويه. بدأت أعمال البناء لمجمع مورواريد للبتروكيماويات في أواخر عام 2005 على قطعة أرض بمساحة 20 هكتارًا. تم تكليف بناء المجمع إلى اتحاد يضم الشركة الفرنسية تكنيب إينيرجي والشركة الإيرانية نرجان. تم افتتاح المرحلة الأولى من المجمع في 28 يوليو 2010 في حفل حضره محمود أحمدي نجاد، رئيس إيران آنذاك.

## العمليات
تدير شركة مورواريد للبتروكيماويات وحدتين لإنتاج الإيثيلين وإيثيلين جلايكول. تبلغ القدرة الإنتاجية لوحدة الإيثيلين 500,000 طن سنوياً، يتم استخدام 340,000 طن منها كمواد أولية لمصنع إيثيلين جلايكول التابع للشركة. يتم بيع الـ 160,000 طن المتبقية للعملاء الخارجيين. ويتم تزويد وحدة الإيثيلين بـ 650,000 طن من الإيثان سنوياً من مراحل أخرى في منطقة بارس الاقتصادية الخاصة بالطاقة. ينتج مصنع إيثيلين جلايكول 500,000 طن من مونوإيثيلين جلايكول (MEG)، و50,000 طن من ديوإيثيلين جلايكول (DEG)، و3,400 طن من تريإيثيلين جلايكول (TEG) سنوياً. يتم إنتاج جميع المنتجات الثلاثة في شكل سائل. وتشمل المواد الأولية للمصنع 340,000 طن من الإيثيلين من وحدة الإيثيلين التابعة للشركة، و368,000 طن من الأوكسجين الذي يتم توفيره من شركة دامافاند للبتروكيماويات. تسهم شركة مورواريد للبتروكيماويات بنسبة 35% من إنتاج إيران من مونوإيثيلين جلايكول (MEG) و6% من إنتاجها من الإيثيلين.

## الملكية
في البداية، كانت الشركة الوطنية للبتروكيماويات، وهي كيان مملوك للدولة، تملك شركة مورواريد للبتروكيماويات بالكامل. ولكن في 7 أغسطس 2010، نقلت الحكومة الإيرانية أكثر من 40% من أسهم الشركة إلى شركة "بتروفارهنغ" — وهي شركة قابضة مملوكة لموظفي وزارة التعليم الإيرانية — كجزء من سداد ديون الحكومة. اليوم، تعد "بتروفارهنغ" (صندوق احتياطي موظفي وزارة التعليم الإيرانية) و"TAPPICO" (شركة تابعة لمنظمة الضمان الاجتماعي الإيرانية) أكبر المساهمين في الشركة.

## العقوبات
في أواخر أكتوبر 2020، فرضت وزارة الخزانة الأمريكية عقوبات على ثمانية كيانات إيرانية، بما في ذلك مورواريد للبتروكيماويات وآريا ساسول للبتروكيماويات، بسبب تورطها في شراء وبيع المنتجات البتروكيماوية الإيرانية.